# Sylviane Telliez
Sylviane Telliez (auch Sylvie Telliez, geb. Marotel; * 20. Oktober 1942 in Épinay-sur-Seine) ist eine ehemalige französische Sprinterin.
Bei den Europameisterschaften 1966 in Budapest erreichte sie über 100 Meter das Halbfinale und kam mit der französischen Mannschaft in der 4-mal-100-Meter-Staffel auf den achten Platz. Im Jahr darauf gewann sie bei den Mittelmeerspielen Gold über 100 Meter.
1968 siegte sie bei den Europäischen Hallenspielen in Madrid über 50 Meter. Bei den Olympischen Spielen in Mexiko-Stadt schied sie über 100 und 200 Meter im Vorlauf aus und kam mit der französischen Stafette auf den achten Rang in der 4-mal-100-Meter-Staffel.
1969 gewann sie bei den Europäischen Hallenspielen in Belgrad Silber über 50 Meter und Gold in der 4-mal-195-Meter-Staffel. Bei den Europameisterschaften in Athen wurde sie Achte über 100 Meter und Vierte in der 4-mal-100-Meter-Staffel.
Bei den Halleneuropameisterschaften 1970 in Wien folgte Silber über 60 Meter und Gold in der gemischten Staffel. 1971 holte sie bei den Halleneuropameisterschaften in Sofia erneut Silber über 60 Meter, schied aber bei den Europameisterschaften in Helsinki über 100 Meter im Vorlauf aus.
Nach einer Bronzemedaille über 50 Meter bei den Halleneuropameisterschaften 1972 in Grenoble erreichte sie bei den Olympischen Spielen in München über 100 Meter das Viertelfinale und über 200 Meter das Halbfinale. Ebenfalls Bronze errang sie bei den Halleneuropameisterschaften 1973 in Rotterdam über 60 Meter.
1974 wurde sie bei den Halleneuropameisterschaften in Göteborg Achte über 60 Meter. Bei den Europameisterschaften in Rom kam sie zwar über 100 und 200 Meter nicht über den Vorlauf hinaus, wurde aber in der 4-mal-100-Meter-Staffel Fünfte mit dem französischen Quartett. Im letzten Jahr ihrer internationalen Karriere wurde sie bei den Halleneuropameisterschaften 1976 in München Fünfte über 60 Meter. Bei den Olympischen Spielen in Montreal gelangte sie über 100 Meter ins Viertelfinale und schied im Vorlauf der 4-mal-100-Meter-Staffel aus.
Achtmal wurde sie französische Meisterin über 100 Meter (1968–1975) und sechsmal über 200 Meter (1967, 1969–1973). In der Halle holte sie viermal den nationalen Titel über 50 bzw. 60 Meter (1972, 1973, 1975, 1976).

## Persönliche Bestzeiten
- 50 m (Halle): 6,31 s, 12. März 1972, Grenoble
- 60 m (Halle): 7,27 s, 10. März 1974, Göteborg (handgestoppt: 7,1 s, 18. Februar 1973, Vittel)
- 100 m: 11,32 s, 26. Juni 1976, Villeneuve-d’Ascq
- 200 m: 23,08 s, 26. August 1973, Prag